# マヨブラ流
マヨブラ流（まよぶらりゅう）は、2008年4月5日から2009年3月21日まで毎週土曜日の24:55〜26:25（放送時間は回によって違う）に、読売テレビ（YTV）で放送されていた公開情報&トークバラエティ番組。ハイビジョン制作。
前身番組「ブラマヨ・チュートのまる金TV」からチュートリアルが番組を抜けることになり、中山功太、天津 木村が新しくメンバーに加入して本番組がスタートした（それ以外のメンバーは同じ）。
2009年3月21日番組終了。4月からブラックマヨネーズ司会で同メンバーが出演する新番組「マヨブラジオ」開始。

## 内容
オープニングのブラックマヨネーズのトークコーナーで始まり、映画やテレビなど様々な情報をお笑いネタを交えて紹介する。「ブラマヨ・チュートのまる金TV」からほとんどのコーナーが引き継がれている。

## おもなコーナー

### オープニングトーク
ブラックマヨネーズの2人がトーク。

### ジャンクションのコレくる！ナビゲーション
ジャンクションの2人がオススメの物を紹介するコーナー。
- コレくるグッズ - オススメの変わった商品を紹介する。大体のものはスタジオで出演者にためしてもらう。
- コレくる芸人 - 若手芸人（主にbaseよしもとの若手芸人）が短いネタとプロフィール、特技を披露する。
- コレくる映画 - オススメの映画を紹介する。映画の紹介の後は下林がそれにちなんだギャグを披露する。

### 野性爆弾の爆弾社会貢献
野性爆弾の2人が番組で募集した依頼者や、興味のあるお店や人・スポットなどを訪ねて社会貢献をするコーナー。

### 中山功太のイベント行かんと！
中山功太が吉田奈央（YTVアナウンサー）とともにオススメのイベントなどを紹介する。

### Ｖのじかん
ジャンルにとらわれず様々なVTRを観るコーナー。放送終了後に公式ＨＰでこのコーナーが面白かったかどうか投票できるようになっており、過去のものをランキングで紹介している。

### 天津 木村の吟じます
天津 木村が自作のエロ詩吟を披露する。番組開始当初、木村は読売テレビ局内の様々な場所から中継という形でエロ詩吟を披露しており、エンディングのみの出演だった。その際スタジオの声は木村には一切届いていなかった。その後、木村は他の出演者とともにオープニングトークの後で登場するようになり、エロ詩吟もスタジオ内で披露するようになった。
- 2008/9/13放送「中学生の男子は…」
- 2008/9/6放送「後ろからしてて…」
- 2008/8/23放送（特別企画として出演者の考えたエロ詩吟を木村が吟じた）
  - ジャンクション 下林の作品「まだ発射したくないとき…」
  - 野性爆弾 ロッシーの作品「ちょっと聞きたいんやけど…」
  - ジャンクション 原田の作品「コンタクト外して●●てもらってるとき…」
  - 中山功太の作品「ティッシュで拭いてあげてるとき…」
  - 野性爆弾 川島の作品「仏壇に供えてある…」
  - ブラックマヨネーズ 吉田の作品「良かれと思ってしてくれてるのはわかるけど…」
  - 吉田奈央アナウンサーの作品「電車の中で…」
  - 貞包みゆきの作品「二股掛けられてて…」
- 2008/8/23放送「座って向かい合ってしてる時に…」、「深夜にやってるちょっとHな映画を…」
- 2008/8/22放送「お風呂でしようとして…」、「雑誌で勉強した…」、「上に乗ってもらってしてて…」、「よう考えたら…」
- 2008/8/16放送「ひょんな事から…」
- 2008/8/9放送「あんなにギラギラしてたのに…」
- 2008/8/2放送「●●舐めてて…」
- 2008/7/26放送「昔お世話になった●●を久々に…」
- 2008/7/19放送「『どや顔』で腰振り続けてるけど…」
- 2008/7/12放送「中2の時●●対して興味が深まり過ぎて…」
- 2008/7/5放送「2ラウンド目の●●…」
- 2008/6/21放送「終わった後ティッシュで拭く時…」
- 2008/6/14放送「キスしながら片手でブラジャーはずそうとして…」
- 2008/6/7放送「ムードたっぷりに服を脱がせ始めるが…」
- 2008/5/31放送「夜中にエッ●しててぇ～大きな声を出されたら…」
- 2008/5/24放送「中学生の頃題材が無い時…」
- 2008/5/17放送「やり慣れてないのに言葉攻め…」
- 2008/5/10放送「ソフトS●をやってみようと提案するけど…」
- 2008/5/3放送「左のオッ●イ舐めて、右の…」
- 2008/4/26放送「あこがれていたカー●●●…」
- 2008/4/19放送「ラブホテルの…」
- 2008/4/12放送「はっしゃしたあと…」
- 2008/4/5放送「後ろからしてて…」

※YTV読売テレビ「マヨブラ流」携帯サイト 動画一覧から引用

## 出演
- ブラックマヨネーズ（小杉竜一、吉田敬）
- ジャンクション（原田良也、下林朋央）
- 野性爆弾（川島邦裕、ロッシー）
- 中山功太
- 天津 木村

- 貞包みゆき（アシスタント）
- 吉田奈央（YTVアナウンサー）

### マスコットガール
- 伊藤みく
- 実はる那
- 檜垣さゆり

※毎週3名のうち2名が交替で出演。

### コレくる芸人
- サイドエイト（みずき、たくや、かずや）
- バイク川崎バイク
- パンジー珍
- 大脇里村ゼミナール（大脇拓平、里村仁紀）
- 学天即（四条和也、奥田修二）
- おてもと（長野佑介、鈴木克彦）
- ビーフケーキ（近藤貴嗣、松尾充駿）
- GAG少年楽団（坂本純一、宮戸洋行、福井俊太郎）
- 極悪連合（Mr.X、ウルフ、キバ）
- マウンテンヒル（岡田貴宏、山口拓也）
- ハッピーちゃん★
- 無駄無駄ラッシュ（田中邦彦、中立豊）
- 山口了
- 三浦マイルド
- ぴっかり高木とR藤本（ぴっかり高木、R藤本）
- キンデルダイク（牧戸健、渡部大嗣）
- 2700（常道啓史、八十島弘行）
- メキシコの風
- プルートボブ（プルートサワイ、ボブ）
- ソーセージ（秋山賢太、藤本聖、山名文和）
- ワタルwithオカン（朝野亘、朝野美代子）
- 山田ひろあき
- トリプルエンジョイ（佐藤晃司、常峰一真、松田栄一郎）
- 女と男（和田美枝、市川義一）
- 桜（稲垣早希、増田倫子）
- ガスマスクガール（畠山達也、山元康輔）
- 和牛（水田信二、川西賢志郎）
- かりんとう（川畑雅秀、宮本昌彦）
- さかなDVD（中西洋一、花岡翔）
- パステルモグラ（加藤正仁、山崎浩志）
- クロスバー直撃（前野悠介、渡邊孝平）
- ザ・ツタンカーメンズ（ポピー藤原、ナゲット村井）
- 井上智恵
- 森田まりこ
- 金原早苗

## スピンオフ番組

### マヨブラじゃなくてヤバク流
2008年6月28日は「マヨブラ流」の代わりに野性爆弾が初の地上波冠番組と銘打って「マヨブラじゃなくてヤバク流」が30分間放送された。マヨブラ流のセットをそのまま使用し、お客は一切入れずに客席には川島の小道具たちが座っていた。予算の都合上編集は一切されず（二人が放送禁止用語を言った部分には自主規制が入った）野性爆弾のトークをノーカットで放送した。

### マヨブラじゃなくてジャンクション流
2008年9月27日にはジャンクションの初冠番組となる「マヨブラじゃなくてジャンクション流」が30分間放送された。マヨブラ流収録前の出演者たちの各楽屋をジャンクションが廻り様々なトークをした。

### マヨブラじゃなくて小杉流
2009年1月25日には、インパルスの堤下敦と小杉の「マヨブラじゃなくて小杉流」が30分間放送された。渋谷のサロンで美女に膝枕されてのみみかきや新宿の飲食店での反省会模様を終始、ゆるい雰囲気を感じさせた内容で放送した。

## スタッフ
- 構成：友光哲也、和田義浩、徳田博丸、東京コウ塀
- 番組ロゴ：仲里カズヒロ（studio-pool.com）
- AP：山口将人、鈴木梓
- ディレクター：八田隆（ワイズビジョン）
- プロデューサー：佐藤恭仁子（ytv）、薮内美賀・田井中皓介（よしもとクリエイティブ・エージェンシー）、三田谷卓郎（ワイズビジョン）
- 制作：石橋徹也（ytv）
- 演出：国延隆充（スピン・オフ）
- 観客動員協力：放送事業社
- 技術協力：東通、サウンドエフェクト、ハートス、アエックス、教映社 ／ トラッシュ、アーチェリープロダクション
- 美術協力：グリーン・アート、高津商会、A・I・C、新光企画
- スタッフ協力：ワイズビジョン、スピン・オフ、映像企画
- 制作協力：吉本興業
- 制作著作：読売テレビ（ytv）